# Gorgonea Tertia

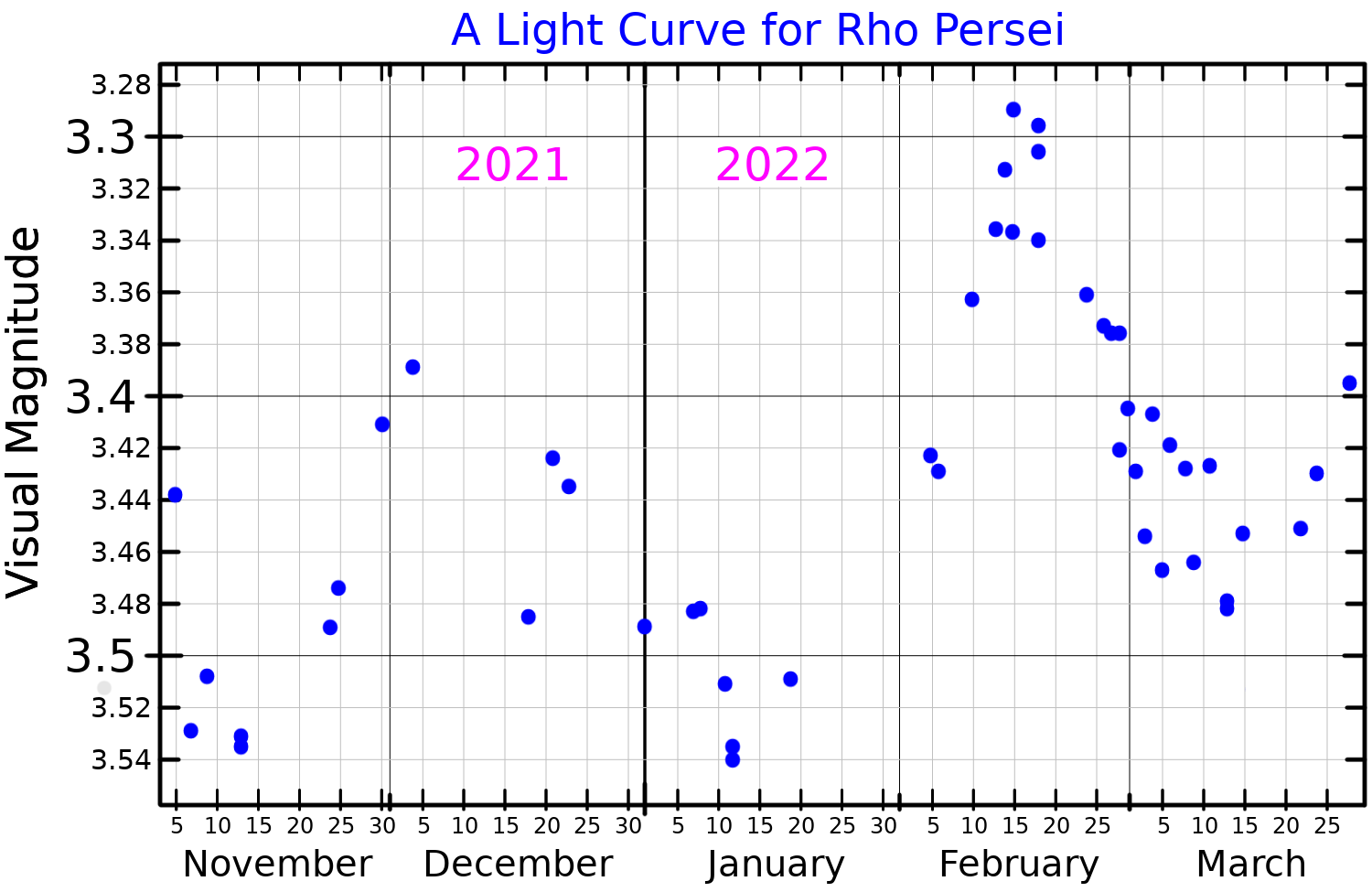
Una curva de luz de banda V para Rho Persei, trazada a partir de datos de AAVSO

Gorgonea Tertia (ρ Persei / ρ Per / 25 Persei) es una estrella en la constelación de Perseo. Su nombre proviene de la mitología griega, refiriéndose a las gorgonas relacionadas con el héroe Perseo. Aunque las gorgonas solo eran tres, en la constelación se encuentran Gorgonea Prima —Algol (β Persei), que representa la cabeza de Medusa—, Gorgonea Secunda (π Persei) y Gorgonea Quarta (ω Persei), junto a Gorgonea Tertia. Las cuatro estrellas no tienen ninguna relación entre sí fuera del ámbito mitológico.
Situada a 317 años luz del sistema solar, Gorgonea Tertia es una fría gigante roja luminosa de tipo espectral M4II con una temperatura efectiva de 3460 K. Su diámetro es unas 164 veces mayor que el del Sol. Teniendo en cuenta una importante cantidad de energía emitida en el infrarrojo, su luminosidad es 3470 veces superior a la solar. Con una masa de 3 masas solares, su edad se estima en 440 millones de años; tiene un núcleo inerte de carbono-oxígeno y se halla en una de las últimas fases de su evolución estelar antes de convertirse en una enana blanca.
Además es una estrella variable semirregular del tipo de μ Cephei, variando su magnitud aparente entre +3,3 y +4,0 en ciclos de 50 y 1100 días.